# Excorallana yaeyamana
Excorallana yaeyamana is een pissebed uit de familie Corallanidae. De wetenschappelijke naam van de soort is voor het eerst geldig gepubliceerd in 1994 door Nunomura.